# Sabine Baring-Gould
Sabine Baring-Gould (Exeter, 28 gennaio 1834 – Lewtrenchard, 2 gennaio 1924) è stato un presbitero e scrittore britannico.
Il reverendo anglicano Sabine Baring-Gould fu uno studioso eclettico, agiografo, romanziere, poeta, antiquario. La sua bibliografia elenca più di 1240 pubblicazioni, anche se questa lista continua a crescere, perché la sua famiglia, nella biblioteca del suo castello di Lewtrenchard, vicino Okehampton nel Devon, continua a ritrovare manoscritti di cui cura la pubblicazione come opere postume.
Egli è ricordato soprattutto come autore di una monumentale Vita dei Santi e come scrittore di inni, i più conosciuti dei quali sono Onward, Christian Soldiers (Avanti, soldati di Cristo) e Now the Day Is Over (Ora il giorno è finito). Ha anche tradotto in inglese la carola basca Il messaggio di Gabriele. La sua casa, il castello di Lewtrenchard vicino Okehampton, Devon, è ben conservata ed è stata trasformata in un albergo. Usava scrivere stando in piedi, e ancora oggi nel castello si può osservare il suo leggìo-scrivania.

## Biografia
Durante la sua infanzia, la sua famiglia viaggiò molto in tutta Europa, perciò i suoi studi furono curati da istitutori privati che lo seguivano. Studiò per circa due anni a Londra al King's College School e alla Warwick School. Poi si ammalò di asma bronchiale, malattia che lo afflisse per tutta la sua lunga vita, per cui il padre, per migliorare la sua salute in un clima più mite, lo condusse nel sud della Francia. Nel 1853 andò a studiare all'Università di Cambridge dove nel 1857 conseguì il diploma di Bachelor of Arts e nel 1860 la laurea di Master of Arts.
Nel 1864 divenne curato di Horbury Bridge nel West Yorkshire, conobbe la figlia di un mugnaio, Grace Taylor di 16 anni e se ne innamorò, la mandò allora a York a scuola di buone maniere e nel 1868 la sposò a Wakefield. La loro unione fu saldissima, anche se funestata dalla morte di quasi tutti i figli, infatti ebbero quindici figli ma questi morirono tutti nell'infanzia e uno solo di essi visse a lungo. Quando la moglie morì nel 1916, Baring-Gould fece incidere sulla sua lapide l'iscrizione latina Dimidium Animae Meae ("La metà della mia anima"). Nel 1871 divenne gli fu affidata la parrocchia di East Mersea nell'Essex, dove trascorse 10 anni.
Nel 1880 ereditò le proprietà della famiglia a Lewtrenchard nel Devon, che comprendevano un castello e 3.000 acri (12 km²) e nel 1881 vi si insediò come signore e parroco. Si preoccupò subito di restaurare l'antica chiesa di San Pietro che lì sorgeva, e il suo castello (il Lewtrenchard Manor). Baring-Gould morì il 2 gennaio 1924 nella sua dimora di Lewtrenchard e fu sepolto accanto a suo moglie, Grace.

## Opere

### Letteratura
Baring-Gould scrisse numerose novelle (tra cui Mehalah), una raccolta di storie di fantasmi, un trattato sulla vita dei santi in sedici volumi The Lives of the Saints e la biografia dell'eccentrico poeta-vicario di Morwenstow, Robert Stephen Hawker. Raccolse i suoi studi sul folclore inglese nel The Book of Were-Wolves (Il libro dei Licantropi), del 1865, che è uno dei testi più frequentemente citati negli studi sulla licantropia.
Il testo riporta anche gravi fenomeni di profanazione e di cannibalismo.
Una delle sue opere più popolari, che ebbe un lungo periodo di successo, fu Curious Myths of the Middle Age (Miti curiosi del Medioevo) pubblicato in due parti nel 1866 e nel 1868, e ripubblicato in molte altre edizioni da allora.
Il critico Steven J. Mariconda lo ha così recensito: "Ogni libro di ventiquattro capitoli si occupa in particolare della superstizione medievale e delle sue varianti e derivazioni".
Lovecraft lo definì:" Corpo di tradizioni popolari e curiosità medievali che alla fine il rev. Baring-Gould ha saputo assemblare in un libro".
Baring-Gould fu Presidente della Royal Institution of Cornwall per dieci anni, a partire dal 1897.

### Canti popolari
Una delle sue più importanti fatiche letterarie fu la raccolta di canti popolari, che fece con l'aiuto della gente del Devon e della Cornovaglia. Il suo primo libro di canzoni, Songs and Ballads of the West (Canti e ballate dell'Ovest), (1889-1891), fu la prima raccolta pubblicata per il mercato di massa. Il redattore musicale per questa raccolta fu Henry Fleetwood Sheppard, anche se gli spartiti di alcuni dei brani furono compilati personalmente da Baring-Gould e altri dal collaboratore Federico Bussell.
Nel 1895 Baring-Gould e Sheppard pubblicarono una seconda raccolta chiamata A Garland of Country Songs (Una ghirlanda di canti popolari). Nel 1905 fu pubblicata una seconda edizione di Songs of the West e poiché Sheppard era morto nel 1901 il collettore Cecil Sharp fu invitato a curare la parte musicale per la nuova edizione. I due collaborarono anche per  English Folk Songs for Schools (Canti popolari inglesi per le scuole) nel 1907.Quest'ultima raccolta di 53 canzoni fu ampiamente utilizzata nelle scuole britanniche per i successivi 60 anni. Anche se dovette modificare le parole di alcune canzoni giudicate troppo rudi per le orecchie vittoriane, conservò comunque i suoi manoscritti originali per i futuri studenti di canto popolare. Il suo lavoro consentì il recupero di molti bei pezzi di musica e del loro testo, che altrimenti si sarebbero persi.
I manoscritti conservati nella biblioteca personale di Baring-Gould e nelle biblioteche pubbliche sono stati pubblicati in edizione disponibile in microfiche nelle principali biblioteche del Devon e in altre (compresa la Vaughan Williams memorial Library a Londra). Trenta scatole di materiale manoscritto inedito su altri argomenti (la raccolta Killerton di manoscritti) sono conservati nel Devon Record Office nell'Exeter. I manoscritti di canzoni popolari, compresi i taccuini utilizzati sul campo, donati alla Plymouth Public Library, sono stati depositati presso il Plymouth and West Devon Record Office nel 2006.
Cecil Sharp ha dedicato la sua opera English Folk Song-Some Conclusions (Canti popolari inglesi-alcune conclusioni) a Baring-Gould.

## Vita privata

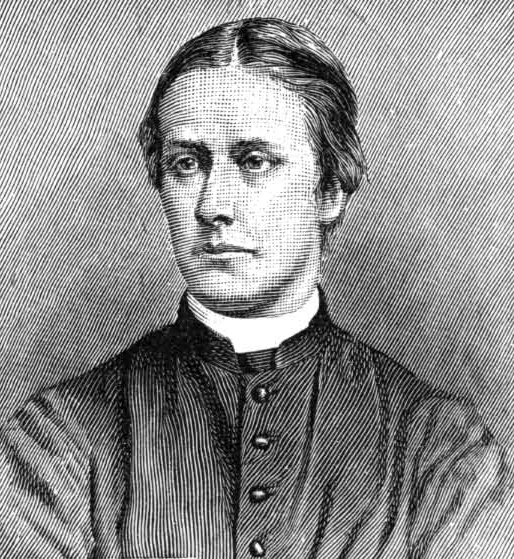
Baring-Gould a 35 anni

Le storie della sua eccentricità sono state esagerate. Mentre insegnava a Hurstpierpoint allevò per un certo tempo un pipistrello che teneva in una vecchia calza, e che morì quando una cameriera lo schiacciò col piede inavvertitamente.

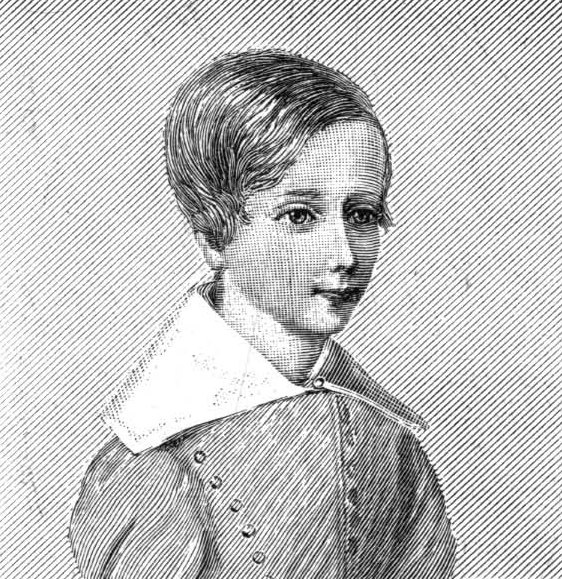
Baring-Gould all'età di 5 anni

Si racconta anche come, durante una festa di bambini, abbia chiesto ad una bambina: "Di chi sei figlia"?  La bambina scoppiò a piangere e disse:"Ma sono tua figlia, papà!" Questa storia è stata confermata da sua figlia Giovanna che ha detto che la bambina era lei. Un nipote, William Stuart Baring-Gould, che scrisse una finta biografia di Sherlock Holmes, per compensare la mancanza di informazioni nei romanzi di Conan Doyle circa l'infanzia di Holmes, si ispirò nel suo racconto all'infanzia di Sabine Baring-Gould.
Lo stesso Baring-Gould è il personaggio più importante del racconto di Laurie R. King The Moor, ispirato a Sherlock Holmes. In questo racconto si rivela che Baring-Gould è il nonno di Sherlock Holmes.